# 並木鏡太郎
並木 鏡太郎（なみき きょうたろう、1902年〈明治35年〉12月15日 - 2001年〈平成13年〉2月14日）は、大阪府大阪市出身の日本の映画監督、脚本家、小説家である。本名は金田 寅雄。1932年に女優の津路清子と結婚した。

## 人物・来歴
東京の神田商工学校商科中退。1926年、マキノ・プロダクションに入社。助監督と並行して、並木狂太郎というペンネームで脚本を書いた。1929年、河津清三郎主演『夜討曾我』で監督昇進。この時名前を「並木鏡太郎」に改名した。1931年、マキノ・プロダクション解散後、帝国キネマ（すぐに新興キネマになる）、東活映画社を経て、嵐寛寿郎プロダクションに入社。嵐寛寿郎主演の『鞍馬天狗』シリーズをヒットさせた。嵐寛寿郎プロダクション解散後も、市川右太衛門プロダクション、東宝で作品を撮り続けた。この時期の代表作には、キネマ旬報ベストテン第9位（1933年）の『剣鬼三人旅』、同10位（1934年）の『二百十日』、文芸映画『樋口一葉』（1939年）などがある。第二次世界大戦中は、松竹の移動演劇隊の隊長として、全国を巡回。戦後は、宮城千賀子一座やマキノ芸能社などで舞台の台本を執筆・演出した。1949年に『右門捕物帖・謎の八十八夜』で映画に復帰。主に新東宝で数多くの娯楽映画を監督した。1960年、ホラー映画『花嫁吸血魔』を最後に引退した。
1983年、明治時代末期から大正時代にかけての少年の成長を叙情的に描いた自伝的長編小説『眞吉物語 魚紋』を発表。続いて、マキノ撮影所を舞台にした自伝的な長編小説『京都花園天授ヶ丘 マキノ撮影所ものがたり』を病床の中執筆し、本は死後出版された。

## 主な監督作品
Category:並木鏡太郎の監督映画
- 夜討曾我（1929年、マキノ・プロダクション）
- 人斬伊太郎（1930年、マキノ・プロダクション）
- かげろふ噺（1930年、マキノ・プロダクション）
- 天狗廻状（1932年、嵐寛寿郎プロダクション）
- 山る守る兄弟 前後篇（1933年、嵐寛寿郎プロダクション）
- 剣鬼三人旅（1933年、嵐寛寿郎プロダクション）
- 二百十日（1934年、嵐寛寿郎プロダクション）
- 七化け大名（1935年、嵐寛寿郎プロダクション）
- 霧隠忍術旅（1935年、エトナ映画社、各務二郎名義）
- 富士に立つ退屈男（1937年、松竹）
- 南国太平記（1937年、J.O.スタヂオ）
- 山茶花街道（1938年、東宝）
- 樋口一葉（1939年、東宝）
- 唄へ河風（1939年、東宝）
- 右門捕物帖・謎の八十八夜（1949年、綜芸プロダクション）
- 鞍馬天狗・大江戸異変（Kurama Tengu ōedo ihen, 1950年、綜芸プロ）
- 腰抜け二刀流（1950年、佐藤プロダクション / 新東宝）
- 平手造酒（1951年、新東宝）
- 風雲七化け峠（1952年、新東宝）
- からくり街道（1953年、新東宝）
- 若様侍捕物帖 恐怖の折り鶴（1953年、新東宝）
- 続・浮雲日記（1953年、東京映画）
- 地雷火組（1953年、宝プロダクション）
- 復讐浄瑠璃坂 前後篇（1955年、宝塚映画。二川文太郎と共同）
- 憲兵とバラバラ死美人（Kenpei to barabara shibijin, 1957年、新東宝）
- 天皇・皇后と日清戦争（1958年、新東宝）
- 花嫁吸血魔（1960年、新東宝）

## 著作
- ひふ - 合同句集。
- 眞吉物語 魚紋（1983年/2003年、天授ヶ丘刊行会）
- 京都花園天授ヶ丘 マキノ撮影所ものがたり（2003年、愛媛新聞社）